# SOMUA S-35
SOMUA S-35 var en fransk kavalleristridsvagn under andra världskriget. Byggd från 1936 till 1940 för att utrusta kavalleriets pansardivisioner, var det för sin tid en relativt smidig medeltung stridsvagn, välskyddad och välbestyckad jämte sina franska och utländska konkurrenter fram till början av 1940-talet. Vagnen var dock problematisk i andra områden; den var utformad med ett enmanstorn, hög profil, undermålig motor och enbart vissa vagnar utrustade med radioutrustning. Den var konstruerad av fyra huvudsakliga gjutna pansarsektioner, men det gjorde det dyrt att producera och tidskrävande att underhålla.
Under den tyska invasionen i maj 1940 visade sig SOMUA S-35 vara en taktiskt effektiv stridsvagn, men franska militärledningen gjorde misstag vid utplaceringen av de bepansrade divisionerna. Problematiken kring enmanstornet visade sig även betydande. Det husade vagnens vagnchef och belastade då denna med för många olika uppgifter samtidigt, såsom att ladda, rikta och skjuta kanonen i kombination med att spana efter mål och föra befäl över vagnen. Vagnens radiooperatör kunde hjälpa till med laddningen när denna ej verkade radion, men återigen blev vagnchefen ofta överbelastad och långsam i agerande.
Efter Frankrikes nederlag i juni 1940, som begränsade produktionen till cirka 440, användes SOMUA S-35 som tagits av axelmakterna, några av dem på östra fronten. En typ, SOMUA S-40, med förbättrad upphängning, sänkt skrov och svetsat tornpansar, hade planerats att ersätta den ursprungliga versionen på produktionslinjerna i juli 1940. Avtal att producera denna förbättrade typ till förmån för Vichyregimen, Tyskland och Japan beslöt att ingen tillverkning av dessa vagnar skulle ske.

## Utveckling
Utformningen av SOMUA S-35 kommer från de ändrade specifikationerna den 26 juni 1934 för Automitrailleuse de Combat (AMC) utfärdat för kavallerianvändning. Dessa krävde en mycket tyngre design än vad som ursprungligen hade angivits 1931. Den nya typen måste vara immun mot modern pansarvärnseld. Den 17 maj hade armén redan kontaktat ett dotterbolag till Schneider et Cie - Societe d'Outillage Mécanique et d'Usinage d'Artillerie (eller SOMUA ) baserat i Saint-Ouen - för att bygga en prototyp. Företaget accepterade detta förslag den 16 juli och byggandet inleddes den 12 oktober 1934. Prototypen, med namnet AC3 , var klar den 14 april 1935. Det testades från 4 juli till 2 augusti 1935. Sedan framställdes fyra förserie-exemplar en förbättrad typ, AC4 , som skulle provas fram till den 27 januari 1938. Dessa första fordon hade standard APX1-tornet, utrustad med den korta 47 mm SA 34-kanonen. Den 25 mars 1936 antogs AC4 som kavalleriets standard-medium-stridsvagn med det officiella nya namnet Automitrailleuse de Combat modèle 1935 S (eller AMC 1935 S ), när en första order för femtio gjordes. Stridsvagnen var då mer allmänt känd som SOMUA S-35 (S igen för SOMUA och 35 från 1935, introduktionsåret); Idag används den kortare förkortningen S-35 oftast, i engelska källor vanligen med ett bindestreck: "S-35".
Massproduktionsfordonen skulle ha längre SA 35-kanoner. Ursprungligen planlades en sammanlagd produktion på sexhundra, för att ge var och en av de tre kavalleri-divisionerna tvåhundra stridsvagnar. Senare ledde budgetbegränsningar till en mer gradvis och begränsad upphandling. År 1936 gjordes en andra order av femtio, följd av ett hundra år 1937 och två order av 125 vardera 1938, vilket resulterade i en total förkrigsorder på 450 enheter.

## Varianter
- AC-3: prototyp
- AC-4: förproduktionsvagn, hade annorlunda front, högre torn ring och en 47 mm SA34 kanon.
- Somua S35 tidig: de 50 första fordonen skiljde sig från de senare fordonen som byggdes.
- Somua S35 sen: skiljde sig från de första 50 fordonen byggda.
- Somua S40: planerad uppgraderad variant med höjt främre drivhjul och större torn.
- Somua SAu 40: stormartillerivagn med en 75 mm APX kanon i skrovet och ett annorlunda torn med en kulspruta i, en prototyp byggd.

## Beskrivning
Skrovet och tornet var bepansrat med en maximal tjocklek av 47 mm respektive 40 mm - den förra av fyra sektioner, bultade ihop: två längsgående plattor bildade botten; överbyggnaden uppdelades i en främre och bakre sektion.Tornet var en variant av APX 1 som användes på Char B1 : APX 1 CE (chemin élargi) med en större (1,130 mm  mot 1,022 mm tornring, tillät radiooperatören att hjälpa befälhavaren att ladda kanonen från ett ammunitionslager av 118 projektiler (90 AP, 28 HE) och 2 250 maskingevärs-ammunition. Liksom med B1, var befälhavaren förväntat att leda stridsvagnen i strid samtidigt som han siktade, laddade och sköt med den 47 mm SA 35 kanonen - även om åtminstone radiotjänsten kunde lämnas till en annan besättningsmedlem. Radio var planerade att vara en del av S-35:s standardutrustning. I praktiken hade plutonkommandot en ER ( émetteur-récepteur ) 29 inställd för kommunikation med en högre kommandonivå, men en brist på kortvariga ER28-uppsättningar för kommunikation inom plutonen innebar att de övriga fyra stridsvagnarna aldrig utrustades med någon form av radio, men i vissa enheter hade alla stridsvagnar antenner: programmet för att passa själva uppsättningarna hade skjutits upp till sommaren 1940. Stridsvagnen hade en besättning på tre, förare och radiooperatör var placerade framtill i vagnen och befälhavaren var placerad i tornet.
Suspensionen designades av Eugène Brillié, samma man som hade utvecklat den första franska stridsvagnen, Schneider CA1. Han hade arbetat på det tjeckiska Škodaverken och grundade sin konstruktion på LT-35 : åtta hjul parade på fyra boggier med bladfjädrar och ett lika stort spänningshjul. De första femtio vagnarna hade band bestående av 144 bandplattor, varje bandplatta med en längd av 75 mm; senare hade vagnarna 103 bandplattor med 105 mm längd.
Motorn var i skrovets baksida sida vid sida med två självtätande bränsletankar, av 100 respektive 410 liter, separerade från stridskammaren med ett brandväggsskott. Den (officiellt) 200 hk-motorn, designad av Javier-Sabin, tog bränsle från den mindre tanken, som själv automatiskt fylldes på från den större. Oerfarna besättningar gjorde ibland misstaget att endast fylla den mindre tanken. Underhåll och underhåll av motorer var svåra och tidskrävande på grund av dålig tillgänglighet, även om detta förbättrades i senare fordon.
S-35 hade ett automatiskt brandsläckningssystem med flera tankar placerade vid kritiska platser innehållande metylbromid . 

## Taktisk funktion
Liksom britterna och sovjeterna trodde fransmännen på en sträng arbetsfördelning mellan kavalleristridsvagnar och infanterifordon; Enligt lag var stridsvagnar till och med begränsade till infanteriet och kavalleriet var tvungen att namnge sina stridsvagnar automitrailleuses.
Den franska armén föredrog att bekämpa ett defensivt slag och var övertygat om att det skulle bli segrande i ett sådant engagemang men förstod att den strategiska situationen skulle kunna kräva att det krävdes offensiv krigföring. Under andra världskriget 1941 planerades stora offensiver mot Tyskland, baserat på en förväntad fransk och brittisk materiell överlägsenhet. Varje av de två faserna av en offensiv - infanteriets genombrott och utnyttjandet av det av kavalleriet - krävde sitt eget specialiserade fordon, med AMC-konstruktionen för att bekämpa fiendens rustning. SOMUA S-35 var optimerad för att uppfylla den senare rollen; den hade god hastighet, ett adekvat räckvidd, en kanon som var kraftfull nog att enkelt förstöra sina två troliga motståndare - Sovjets BT-7 och Tyska Panzerkampfwagen III - och pansar tillräckligt tjock för att vara praktiskt taget immun mot elden vid normala stridssituationer. Pansaret i någon tysk stridsvagn i maj 1940 kunde penetreras av S-35:s 47 mm kanon upp till ett intervall på tusen meter. Så det skulle kunna genomföra djupa strategiska penetrationer och förstöra fientliga pansarreserver som försöker förhindra dem, som har en bra anti-tankkapacitet. S-35 beskrivs ibland som den bästa medeltunga stridsvagnen år 1940.
Den franska kavalleriet bedömde dock sin huvudstridsvagn vara ofullständig i många avseenden. Enmannstornet, även om det idag nämns som den enda viktigaste nackdelen, sågs inte som ett stort fel. En befälhavare skulle skaffa sig en sådan grad av fingerfärdighet att hans arbetsbelastning inte neglerar bristen på behov av att samordna tre mans handlingar i ett större perspektiv eller fördelen av en snabbare reaktion på grund av en överlägsen rotationshastighet. Först krävdes ett tvåmans-torn, men när det visade sig att detta skulle minska pansarskyddet, övergavs det till förmån för tjockare stålgjutningar. CE-torn-varianten mildrade befälhavarens arbetsbelastning eftersom den utgjorde en "ett och en halv mans" torn. Kavalleriet erkände dock tre fel på respektive taktiska, operativa och strategiska nivå. Den viktigaste taktiska felet var den lucklösa kupolen, vilket tvingade befälhavaren att strida med stängd lucka. Detta hade orsakats av behovet av att anta APX-1-tornet, rent av budgetskäl. B1:s APX4-torn mötte liknande kritik från infanteriet.
Operationsfel var den dåliga mekaniska tillförlitligheten. Suspensionenheterna var för svaga och för komplicerade och krävde enorma underhållsansträngningar, speciellt eftersom de gjutna pansarmodulerna inte möjliggjorde en enkel åtkomst till upphängningen och motorn. Reparera trasiga band i fältet var nästan inte möjligt. Detta hade orsakats av det faktum att det inte fanns någon central institution som reglerar fransk stridsvagnsutveckling. Armégrenarna utfärdade mycket vaga specifikationer och lät privata företag komma fram med exakta förslag. Det franska maskinverktygslagret var relativt föråldrat och stridsvagnsdesignen återspeglade de begränsade befintliga produktionsanläggningarna. Att införa en Christie-suspension - den uppenbara lösningen - krävde en grundlig industriell modernisering och höjning av kvalitetsstandarder. Det var inte tänkbart förrän i september 1938, då samarbetet startade med Förenade kungariket för att anta Cruiser-stridsvagns-suspensionen för fransk stridsvagnsdesign och var sedan begränsad till utvecklingen av en helt ny kavalleristridsvagn, AMX 40 , utan att planera att införa denna funktion in i S-35 / S-40 produktionen.
Den strategiska bristen var stridsvagnens höga enhetspris, 982 000 franska francs , och det begränsade antalet stora gjutna sektioner som kunde produceras. Stridsvagnen måste kompletteras med en billigare typ och den enda tillgängliga var Hotchkiss H-35 , mycket underlägsen i beväpning, bepansring och hastighet, även efter att den hade blivit förbättrad till H-39 -varianten. Kavalleriet hade en mycket låg åsikt om denna lätta stridsvagnens stridsvärde. Kavalleriet bestämde sig för att hålla ett stort antal S-35 i kärnan i sina pansardivisioner och avvisade den enkla metoden att producera fler av dem genom att dela S-35-stridsvagnar mellan kavalleriets lätta divisioner - i motsats till tyskarna som distribuerade det låga antalet av PzKpfw III:s delvis till deras lätta kavalleridivisioner - ett viktigt beslut som förvandlade lätta mekaniserade förband till äkta pansarförband. Det beslutades också mot fortsatt massproduktion av jämnare fordon som AMR 35 och AMC 35 . Detta innebar återigen att tyskarna i maj 1940 skulle ha en stor överlägsenhet i strategiskt mobila stora pansar, tio till tre, eftersom de fyra franska pansardivisionerna i infanteriet inte hade tillräckligt med artilleri och infanteri för att fungera effektivt i en oberoende roll . Frankrike hade för avsikt att producera många fler pansardivisioner för användning i en avgörande offensiv år 1941. Eftersom den franska produktionskapaciteten för gjutna pansarsektioner var otillräcklig pågick under pågående nederlagsförhandlingar att anställa amerikanska tillverkare och under krisen som orsakades av tyska attacker i juni föreslog även att amerikanska företag byggde två tusen fordon. 

## Produktion och operationshistoria
Fyra stridsvagnar i AC4 för-serien av S-35 ingick service i januari 1936 med 4e Division Cuirassée de Réserve. Den 15 april 1937 lämnade de två första skroven i huvudserien fabriken. Dessa, som producerades med en planerad tillverkning på tolv per månad, måste fortfarande förenas med sina torn. I slutet av 1937 blev SA 35-kanonen tillgänglig och leveranser av färdiga stridsvagnar i huvudproduktionsserien kunde börja. Den 15 januari 1938 var fyra av dessa verksamma. I juli 1938 hade 128 skrov levererats, men endast 96 vagnar kompletterades med torn. Under våren 1939 hade antalet operativa stridsvagnar ökat till 192, kavalleriets två pansaruppdelning har uppnått sin nominella styrka. Den 1 september 1939 vid krigets början hade 270 producerats, och 246 levererats. På detta datum var det 191 som tjänstgjorde med trupperna, 51 i depåer och fyra hade skickats tillbaka till fabriken för översyn. Efter krigets utbrott, den 21 september, gjordes en sjätte beställning på femtio, följt av en slutlig order av 324, vilket gav en total beställning på 824. Senare bestämdes att stridsvagnarna från det 451:a fordonet skulle vara av förbättrad S-40-typ. Produktionen  uppgick till omkring 440 i juni 1940, inklusive prototypen och för-serien.